# 28.º Prêmio Jabuti
O 28º Prêmio Jabuti foi realizado em 1986, premiando obras literárias referentes a lançamentos de 1985.

## Prêmios
Os premiados foram:
- Rubem Mauro Machado, A idade da paixão -  Romance
- Sérgio Sant'Anna, Contos/crônicas/novelas
- Armando Freitas Filho, Poesia
- José Paulo Paes, Estudos literários (Ensaios)
- Joel Silveira, Biografia e/ou memórias
- Antônio Fernando de Franceschi, Autor revelação – Literatura adulta
- Péricles Eugênio da Silva Ramos, Tradução de obra literária
- Pedro Bandeira, Literatura infantil
- Mustafa Yazbek, Literatura juvenil
- Mariano Carneiro da Cunha, Ciências humanas (exceto Letras)
- Magda Adelaide Lombardo, Ciências (Tecnologia)
- Waldiane Cossermelli Velluntini, Tradução de obra científica
- Luís Camargo, Ilustrações
- Folha de S.Paulo, Melhor crítica e/ou notícia literária – jornal
- Rádio Jovem Pan, Melhor crítica e/ou notícia literária – rádio
- Revista Veja, Melhor crítica e/ou notícia literária – revista
- TV Globo, Melhor crítica e/ou notícia literária – televisão

## Ver Também
- Prêmio Prometheus
- Os 100 livros Que mais Influenciaram a Humanidade
- Nobel de Literatura